# Liquidambar caudata
Liquidambar caudata là một loài thực vật có hoa trong họ Altingiaceae. Loài này được Hung T. Chang (Trương Hoành Đạt) miêu tả khoa học đầu tiên năm 1962 dưới danh pháp Semiliquidambar caudata. Năm 2013, Ickert-Bond và J. Wen chuyển nó sang chi Liquidambar nghĩa rộng.
Tên gọi phổ thông của nó trong tiếng Trung là 长尾半枫荷 (trường vĩ bán phong hà).

## Mô tả
Cây gỗ thường xanh hoặc bán thường xanh, cao ~10 m; cành non có lông tơ với lông màu nâu xám, sau không lông, thân già có bì khổng; chồi khô màu nâu đỏ, bóng, gần nhẵn nhụi. Cuống lá thanh mảnh, 1,5–4,5 cm; phiến lá hình trứng, hình trứng-elip, hoặc hình trứng-thuôn dài, 4–10 × 2–4,5 cm, dạng da, đáy thuôn tròn hoặc hình nêm rộng, hơi bất đối xứng, mép lá có răng cưa thưa hoặc dày, đỉnh hình đuôi-nhọn thon, có 3 gân nổi rõ từ đáy. Không thấy cụm hoa đực. Cụm hoa cái đơn độc ở nách lá, nở cùng với lá, 18–24 hoa; cuống quả 2,5–3,5 cm, có lông tơ. Hoa cái: các răng nhị lép bền, 1–2 mm; vòi nhụy 3–4 mm. Cụm quả gần hình cầu hoặc hình cầu ép, ~1,5 × 2–2,5 cm (không bao gồm vòi nhụy). Quả nang hơi thò ra từ cụm quả; các nhị lép bền giống như gai, ngắn hơn 1 mm. Hạt màu nâu, góc cạnh. Ra hoa tháng 3–tháng 6, tạo quả tháng 6–tháng 9.

## Phân bố và sinh cảnh
Liquidambar caudata là loài bản địa miền trung tỉnh Phúc Kiến và miền nam tỉnh Chiết Giang của Trung Quốc. Nó chủ yếu sinh sống trong các sinh cảnh rừng cận nhiệt đới, ở cao độ 600 - 1.000 m.